# George Rawlinson
George Rawlinson (23 novembre 1812 - 6 octobre 1902) est un érudit, historien et théologien chrétien britannique.

## Biographie
Rawlinson est né à Chadlington, Oxfordshire, le fils d'Abram Tysack Rawlinson et le frère cadet du célèbre assyriologue, Henry Rawlinson. Il fait ses études à Ealing school. Après avoir obtenu une première en Literae Humaniores à l'Université d'Oxford (du Trinity College) en 1838, il est élu à une bourse à Exeter College, en 1840, où il est Fellow et tuteur de 1842 à 1846. Il est ordonné en 1841, est vicaire à Merton, Oxfordshire, de 1846 à 1847, conférencier Bampton en 1859 et professeur Camden d'histoire ancienne de 1861 à 1889.
À ses débuts à Oxford, Rawlinson joue au cricket pour l'Université, apparaissant dans cinq matchs entre 1836 et 1839 qui ont depuis été considérés comme de première classe.
Il est élu membre de la Société américaine de philosophie en 1869.
En 1872, il est nommé chanoine de Canterbury et, après 1888, il est recteur de riche bénéfice de la cité de Londres de All Hallows, sur Lombard Street. En 1873, il est nommé surveillant à la convocation du chapitre de Canterbury.
Il épouse en 1846 Louisa Chermside, fille de Sir Robert Alexander Chermside. Ils ont célébré leurs noces d'or en 1896.
Le chanoine Rawlinson meurt dans sa résidence de l'enceinte de la cathédrale de Canterbury, le 6 octobre 1902.

## Ouvrages
Ses principales publications sont sa traduction de l'Histoire d'Hérodote (en collaboration avec Sir Henry Rawlinson et Sir John Gardner Wilkinson), 1858-1860 ; The Five Great Monarchies of the Ancient Eastern World, 1862-1867 ; The Sixth Great Oriental Monarchy  (parthe), 1873 ; The Seventh Great Oriental Monarchy  (Sassanide), 1875 ; Manual of Ancient History, 1869 ; Historical Illustrations of the Old Testament, 1871 ; The Origin of Nations, 1877 ; History of Ancient Egypt, 1881, Egypt and Babylon, 1885 ; History of Phoenicia, 1889 ; Parthia, 1893 ; Memoir of Major-General Sir HC Rawlinson, 1898.
Ses conférences devant un public à l'Université d'Oxford sur le thème de l'exactitude de la Bible en 1859 sont publiées dans les années suivantes sous le nom d'ouvrage apologétique The Historical Evidences of the Truth of the Scripture Records Stated Anew.
Il contribue également au Speaker's Commentary, au Pulpit Commentary, au Smith's Dictionary of the Bible et à diverses publications similaires. Il est l'auteur de l'article "Hérodote" dans la 9e édition de l'Encyclopædia Britannica.